# 印第安河莊園 (佛羅里達州)
印第安河莊園（英語：Indian River Estates）是位於美國佛羅里達州聖盧西亞縣的一個人口普查指定地區。

## 地理
印第安河莊園的座標為27°21′52″N 80°18′31″W / 27.36444°N 80.30861°W，而該地最高點為海拔高度4米（即13英尺）。

## 人口
根據2010年美國人口普查的數據，印第安河莊園的面積為14.80平方千米，當中陸地面積為11.30平方千米，而水域面積為0.50平方千米。當地共有人口6220人，而人口密度為每平方千米420人。